# Auplopus
Auplopus is een geslacht van vliesvleugelige insecten van de familie spinnendoders (Pompilidae).

## Soorten
- A. albifrons (Dalman, 1823)
- A. carbonarius - metselspinnendoder (Scopoli, 1763)
- A. ichnusus Wolf, 1960
- A. rectus (Haupt, 1927)